# Adriana Dorn
Adriana de Lourdes Dorn Rodríguez (Managua, 30 dicembre 1986) è una modella nicaraguense, incoronata Miss Nicaragua 2011, e rappresentante del Nicaragua a Miss Universo 2011.

## Biografia
Nata a Managua, Adriana Dorn possiede un bachelor in relazioni pubbliche e vari master ottenuti presso la Penn State University.
Ha partecipato come una delle quattordici finaliste del concorso di bellezza nazionale del Nicaragua, Miss Nicaragua, che si è tenuto presso Managua il 26 febbraio 2011, dove ha ricevuto il riconoscimento di Miglior viso ed in seguito ha ottenuto la vittoria, ottenendo quindi la possibilità di rappresentare il Nicaragua a Miss Universo  a São Paulo, Brasile il 12 settembre 2011.